# Stefan Paul
Stefan Paul (* 5. Oktober 1976 in Berlin) ist ein deutscher Jurist. Er ist seit April 2022 Richter am Bundesfinanzhof.

## Leben und Wirken
Paul trat nach Abschluss seiner juristischen Ausbildung 2005 in den höheren Dienst der Berliner Finanzverwaltung als Sachgebietsleiter beim Finanzamt Mitte/Tiergarten ein. Im Mai 2007 nahm er seine Tätigkeit als Richter am Finanzgericht Berlin-Brandenburg auf. Paul ist promoviert.
Nach der Ernennung zum Richter am Bundesfinanzhof am 1. April 2022 wies das Präsidium Paul dem VII. Senat zu, der für das Zoll- und Marktordnungsrecht, für das Haftungs- und Vollstreckungsrecht sowie für das allgemeinen Recht der Abgabenordnung und für das Steuerberatungsrecht zuständig ist.